# Saʿîd ibn al-Musayyib
Abu Muhammad Saʿīd ibn al-Musayyib ibn Hazn al-Makhzumi (637-715) est une des plus grandes autorités en matière de jurisprudence (fiqh) d'entre les tabiʿīn (la génération succédant aux compagnons de Mahomet). Il exerçait à Médine.

## Vie et contribution à l'apprentissage islamique
Saʿîd est né en 637. Il est le fils d'al-Musayyib ibn Hazn, du clan Banû-Makhzoum de la tribu de Quraysh. Il est né sous le califat de ʿUmar (r. 634-644) et rencontra la plupart des sahaba, y compris le successeur de ʿUmar, ʿUthman (r. 644-656) et ʿAli (r. 656-661). Saʿid était réputé pour sa piété, sa droiture et sa profonde dévotion envers Allah ; quant à sa stature parmi les musulmans sunnites, il est reconnu comme le plus éminent des sept fuqaha de Médine. Il a commencé, comme l'a fait Hasan al-Basri à Bassorah, à donner des avis et à rendre des verdicts sur des questions juridiques vers l'âge de vingt ans. Les Compagnons l'admiraient. À une occasion, ʿAbdullah ibn ʿUmar a fait cette remarque : « Si [Muhammad] avait vu ce jeune homme, il aurait été très content de lui. »
Saʿid a épousé la fille d'Abou Hurayrah afin de se rapprocher de lui et de mieux apprendre les hadiths (traditions du prophète islamique Mahomet et de ses compagnons) qu'il a rapportés. Les deux ont eu une fille. Saʿid la faisait jouer non pas avec des poupées, mais avec des tambours; plus tard, elle apprit à cuisiner.
Pendant la bataille d'al-Harra et la prise de Médine qui la suivit par les troupes syriennes du calife omeyyade Yazid Ier en 683, Saʿid était le seul Médinois qui priait dans la mosquée du Prophète. Après la mort de Yazid, il refusa de prêter serment d'allégeance au calife anti-omeyyade Abd Allah ibn al-Zubayr, établi à La Mecque. Après que l'Omeyyade Abd al-Malik eut reconquis le califat, y compris Médine, il demanda à Sa'id de marier sa fille (née de son mariage avec la fille d'Abou Hurayra) au fils d'Abd al-Malik et futur calife Hisham. Saïd refusa et, face aux pressions et menaces croissantes, il la proposa à Ibn Abi Wada', qui resta à la madrasa.
En 705, ʿAbd al-Malik ordonna à ses gouverneurs de faire respecter le serment d'allégeance à son fils al-Walid Ier comme étant son successeur. Saʿid refusa. Hisham ibn Isma'il al-Makhzumi, le gouverneur de Médine, l'emprisonna et le fit battre tous les jours jusqu'à ce que le bâton se brise, mais Saʿid ne céda pas. Lorsque ses amis, tels que Masruq ibn al-Ajda' et Tawus, lui conseillèrent d'accepter le califat d'al-Walid pour s'épargner de nouvelles tortures, il répondit : « Les gens nous suivent dans les actes. Si nous acceptons, comment pourrons-nous leur expliquer cela ? »
Le successeur d'Hisham, Umar II (un petit-fils maternel de ʿUmar), qui gouverna Médine de 706 à 712, consulta en revanche Saʿid dans toutes ses décisions exécutives.

### Hadith
Ceux qui ont reçu les règles et traditions islamiques de Saʿid comprennent Umar II, Qatadah, al-Zuhri et Yahya ibn Sa'id al-Ansari, entre autres.
Saʿid semble avoir principalement fondé son argumentation sur son propre raisonnement, sur l'analogie, sur les exemples d'Umar et de Muhammad et sur le Coran. Il n’a pas traité le hadith comme une science avec des isnads (chaînes de transmission) à la manière de ses successeurs (notamment al-Zuhri). En conséquence, bon nombre de ses avis ont été pourvus de faux isnads et converties en hadiths. Il en va de même pour le  tafsir (l'interprétation du Coran) : Saʿid a appuyé ses avis sur le Coran, mais a refusé d'expliquer les versets indépendamment pour leur contexte ou leur signification. Si tant est qu'un « tafsir d'Ibn al-Musayyib » ait jamais existé, il a été compilé par ses étudiants sur la base de ses avis.
Les éminents jurisconsultes Malik ibn Anas et ash-Shâfi'i ont considéré comme incontestablement authentiques les hadiths que Saʿid a rapportés de Umar ou de Muhammad et a présentés comme authentiques sans mentionner de qui il les a reçus. Selon eux, Saʿid était du même rang que le sahaba en matière de connaissance et de narration de hadiths.